# Jake Harders
Jake Harders (Merseyside, ...) è un attore inglese.

## Biografia
Lavora nel cinema, in teatro, in televisione e in radio. Si è formato e successivamente ha insegnato alla  Scuola Centrale di Recitazione e Drama di Londra. Il suo agente in Inghilterra è Waring and McKenna.
Ha lavorato nel Teatro del West End in Inghilterra e nel festival di Chichester; negli USA, in Islanda, Europa occidentale, Russia ed al Piccolo Teatro di Milano con Headlong ed in Australia. Collabora con Teatr Pieśń Kozła in Polonia.
Nel 2004 ha ricevuto il premio giuria al Ian Charleson Awards come miglior attore in Candida ed è stato nominato per il Rolex Mentor and Protégé Arts Initiative Award 2008 dopo il lavoro con Cheek by Jowl.
Jake Harders è influenzato principalmente dal lavoro del regista polacco Jerzy Grotowski. Ha studiato con gli attori del Teatr Laboratorium di Grotowski, della compagnia di Peter Brook, di Complicite, Gardzienice, al Workcenter di Jerzy Grotowski e Thomas Richards, all'Odin Teatret ed al Centro di Grotowski (ora l'Istituto di Grotowski Archiviato il 23 gennaio 2015 in Internet Archive.). Ha esplorato la natura interculturale di questo lavoro nella pratica con gli scambi con Al-Khayal Al-Shaabi in Egitto, e l'Aboriginal Theatre Course a WAAPA in Australia.

## Crediti

### Teatro
- Il Crogiulo/The Crucible - (Teatr Pieśń Kozła and Teatr Studio, Wrocław and Warszawa, Poland 2010, dir. Grzegorz Bral) sito
- Il malato immaginario/The Hypochondriac - (Liverpool Playhouse and English Touring Theatre, 2009, dir. Gemma Bodinetz) sito Playhouse - sito ETT
- Sei personaggi in cerca d'autore/Six Characters in Search of an Author - 'Rupert Goold' and The Cameraman (Headlong at Minerva Theatre, Chichester and Gielgud Theatre, West End, 2008; Sydney Festival and Perth Festival, Australia, 2010, dir. Rupert Goold) sito Chichester - sito West End[collegamento interrotto] - sito Sydney - sito Perth
- Cimbelino - Cornelio (Cheek by Jowl, 2006-7, dir. Declan Donnellan) sito
- La commedia degli errori - Balthasar (Shakespeare's Globe,  2006, dir. Christopher Luscombe Archiviato il 14 gennaio 2013 in Archive.is.) sito
- Tito Andronico - (Shakespeare's Globe,  2006, dir. Lucy Bailey) sito
- Journey's End - (New Ambassadors Theatre, West End, 2005-6, dir. David Grindley and Tim Roseman) sito
- Professor Bernhardi - Father Reder (Oxford Stage Company (ora Headlong), 2005, dir. Mark Rosenblatt) sito
- Candida (Oxford Stage Company (ora Headlong), 2004, dir. Christopher Luscombe Archiviato il 14 gennaio 2013 in Archive.is.)

### Film
- Bel Ami - Storia di un seduttore (Bel Ami), regia di Declan Donnellan e Nick Ormerod (2012) - Giornalista

### Televisione
- Wannabes pilot - (BBC, 2005, dir. Tim Usborn)
- Beethoven - (BBC, 2005, dir. Damon Thomas)
- Foyle's War - (ITV, 2004, dir. Gavin Millar)

### Radio
- The Picture Man by David Eldridge - Feliks (BBC, 2007, dir. Sally Avens)